# Dipartimento di Picunches
Picunches è un dipartimento argentino, situato nella parte centro-occidentale della provincia di Neuquén, con capoluogo Las Lajas.
Esso confina a nord con il dipartimento di Loncopué, a est con quelli di Añelo e Zapala, a sud con il dipartimento di Catán Lil, e ad ovest con quello di Aluminé e con la repubblica del Cile.
Secondo il censimento del 2001, su un territorio di 5.913 km², la popolazione ammontava a 6.427 abitanti, con un aumento demografico del 10,58% rispetto al censimento del 1991.
Il dipartimento, nel 2001, è suddiviso in:
- 1 comune di seconda categoria: Las Lajas
- 1 comune di terza categoria: Bajada del Agrio
- 1 comisión de fomento: Quili Malal